# 圣保罗德旺斯
圣保罗德旺斯（法語：Saint-Paul-de-Vence，發音：[sɛ̃ pɔl də vɑ̃s]，意为“旺斯的圣保罗”）是法国滨海阿尔卑斯省的一个市镇，位于该省南部，属于格拉斯区。

## 地理
圣保罗德旺斯（43°41'47"N, 7°7'20"E）面积7.26 平方千米，位于法国普罗旺斯-阿尔卑斯-蓝色海岸大区滨海阿尔卑斯省，该省份为法国东南部沿海省份，南濒地中海，西南至瓦尔省，西北接上普罗旺斯阿尔卑斯省，北部和东部与意大利接壤。
与圣保罗德旺斯接壤的市镇（或旧市镇、城区）包括：滨海卡涅、卢河畔拉科勒、旺斯。
圣保罗德旺斯的时区为UTC+01:00、UTC+02:00（夏令时）。

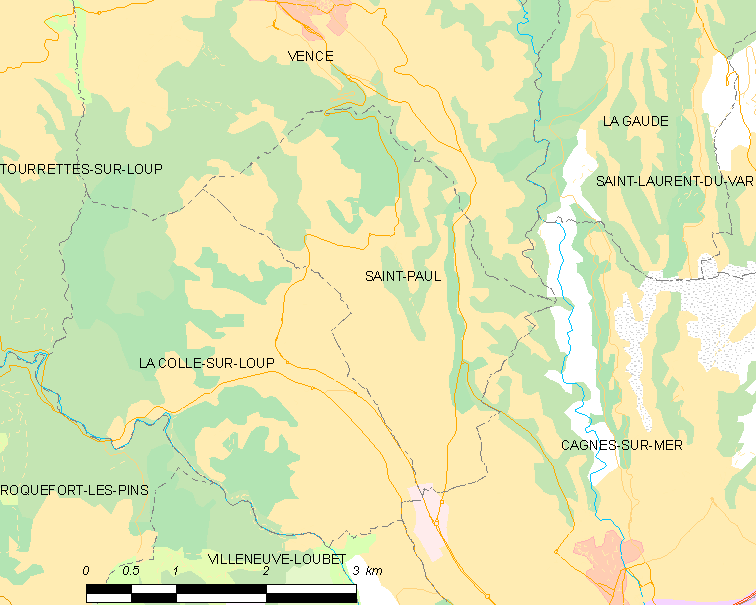
圣保罗德旺斯的OSM定位图

## 行政
圣保罗德旺斯的邮政编码为06570，INSEE市镇编码为06128。

## 政治
圣保罗德旺斯所属的省级选区为卢贝新城县。

## 人口

1962-2008年间圣保罗德旺斯人口变化图示

圣保罗德旺斯于2022年1月1日时的人口数量为3190人。